# Zsolt Borkai
Zsolt Borkai (* 31. August 1965 in Győr) ist ein ungarischer Turner und Politiker (Fidesz, seit Oktober 2019 parteilos). Am Seitpferd wurde er 1987 Weltmeister und 1988 Olympiasieger. Von 2006 bis 2019 amtierte er als Bürgermeister von Győr.

## Leben
1987 holte er bei den Turn-Weltmeisterschaften in Rotterdam die Goldmedaille am Seitpferd. Am Reck klassierte er sich auf dem 3. Platz.
Er nahm dann 1988 an den Olympischen Sommerspielen in Seoul teil und gewann zusammen mit Ljubomir Geraskow und Dmitri Bilosertschew die Goldmedaille am Seitpferd. Alle drei Turner erhielten die Benotung 19,950.
Von 2010 bis 2017 war er Präsident des ungarischen Nationalen Olympischen Komitees.
Bei der Kommunalwahl 2006 kandidierte Borkai für Fidesz und KDNP als Bürgermeister von Győr, seiner Geburtsstadt, und wurde mit 49,53 Prozent der Stimmen ins Amt gewählt. Er wurde dreimal, 2010, 2014 und 2019, wiedergewählt. Bei der Kommunalwahl im Oktober 2019 war sein Vorsprung allerdings auf 646 Stimmen bzw. anderthalb Prozentpunkte geschrumpft. In der Woche vor der Wahl hatte ein anonymer Blogger ein Video veröffentlicht, das den verheirateten Bürgermeister auf einer Yacht in der Adria bei einer Orgie mit Prostituierten zeigt. Zudem warf er Borkai und seinem Umfeld Korruption vor. Beobachter schätzten, dass der Vorfall das Wahlergebnis von Fidesz im ganzen Land negativ beeinflusst haben könnte.
Zwei Tage nach seiner Wiederwahl kündigte Borkai an, dass er Fidesz verlassen habe und zunächst weiterhin als unabhängiger Bürgermeister amtiere. Im November 2019 erklärte er seinen Rücktritt.